# 維利瑪
維利瑪（Valimar），是《精灵宝钻》中虚构的地名， 是阿門洲中維林諾的主要城市，維拉和精靈凡雅族居住在那裡。維拉在雙聖樹設下王座，王座圍成一個圓形，精靈稱為麥哈納薩爾，「判決圈」 Máhanaxar，那裡在維利瑪附近。維利瑪是維林諾的首府，維拉在城中聚集。